# Johann Gottlieb Münch
Johann Gottlieb Münch (* 9. Dezember 1774 in Bayreuth; † 30. Juli 1837 in Tübingen) war ein deutscher evangelischer Theologe und Hochschullehrer.

## Leben und Wirken
Nach dem Besuch des Gymnasiums in Bayreuth studierte Johann Gottlieb Münch Evangelische Theologie und Philosophie zunächst an der Universität Jena, dann ab 1793 an der Universität Erlangen und promovierte dort bereits 1794 als sehr junger Mann zum Dr. phil. Im Jahre 1796 wurde er als Professor für Philosophie an die Universität Altdorf berufen, wo er bis 1803 lehrte. In diesem Jahr wechselte er als Hofprediger und Mitglied des Evangelischen Kirchenrats nach Ellwangen. 1806 wurde er Pfarrer in Möhringen (heute ein Stadtteil von Stuttgart), 1808 Stadtpfarrer an der Leonhardskirche in Stuttgart. 1812 schließlich wechselte er nach Tübingen, wo er bis zu seinem Lebensende als Stadtpfarrer, evangelischer Dekan und bis 1823 außerordentlicher Titular-Professor für Theologie an der Eberhard Karls Universität wirkte.
Münch veröffentlichte zahlreiche Schriften, teilweise waren es anonym verfasste Erzählungen und Satiren, aber auch Predigten, Grabreden und Erbauungsbücher für das Volk. Außerdem beschäftigte er sich, was zu seiner Zeit ungewöhnlich war, mit der Kriminalpsychologie.

## Veröffentlichungen (Auswahl)
- Züge aus dem Leben glücklicher Menschen. Gräff, Leipzig 1795.
- Werden wir uns wiedersehen nach dem Tode, in Hinsicht auf Kants Unsterblichkeits Lehre beantwortet. Briefe an Emma. Bayreuth/Lübeck 1798 (Volltext).
- Raritätenkasten für unsere Tage. Weygand, Leipzig 1798 (Volltext).
- Das Mährleinbuch für meine lieben Landsleute. Zwei Bände. Weygand, Leipzig 1799 (Volltext).
- Theorie des Müßiggangs und der faulen Künste, psychologisch und critisch bearbeitet. Weygand, Leipzig 1799.
- Ueber den Einfluß der Criminal-Psychologie auf ein System des Criminal-Rechts, auf menschlichere Gesetze und Cultur der Verbrecher. Steinische Buchhandlung, Nürnberg 1799 (Volltext).
- Practische Seelenlehre für Prediger. Drei Bände. Montag u. Weiß, Regensburg 1800–1801.
- Christliches Predigtbuch zur häuslichen Erbauung. Zwei Bände. Hasselbrink, Stuttgart 1810–1811.
- Grabreden. Helfferich, Esslingen 1812.
- Briefe aus dem Volk an den württembergischen Volksfreund und den Volksfreund aus Schwaben. Osiander, Tübingen 1818.
- Der Lumpen-Brunnen. Eine anmuthige Volkssage aus dem Schwarzwald. Osiander, Tübingen 1822.
- Neues christliches Predigt-Buch zur häuslichen Erbauung. Zwei Bände. Osiander, Tübingen 1825.
- Nichts bleibt verborgen. Aus dem Leben bestrafter Verbrecher gezeigt. Tübingen 1830.
- Die Reise der Jünger nach Emmanus. 2. Aufl., Tübingen 1830.
- Morgen- und Abendbetrachtungen auf alle Tage des Jahres. Mit einem Lebensabriß des Verfassers. Zwei Bände. 2. Aufl. Fleischhauer & Spohn, Reutlingen 1841.